# 阿部龍
阿部 龍（あべ りゅう、1995年3月20日 - ）は、ホッカイドウ競馬・角川秀樹厩舎所属の騎手。勝負服の柄は「青、白星ちらし、そで桃一本輪」。宮城県南三陸町出身。地方競馬教養センター90期。

## 来歴
2012年騎手免許取得。初出走は2012年4月25日門別競馬第1競走（キャッスルルナ、8着）、初勝利は翌日の門別競馬第2競走（アルマク）であげた。デビュー年は52勝をあげ、重賞でも交流重賞のエーデルワイス賞で2着に入るなど活躍し、NARグランプリ2012優秀新人騎手賞、第45回日本プロスポーツ大賞新人賞を受賞した。なお、ホッカイドウ競馬所属騎手が日本プロスポーツ大賞を受賞するのは史上初のことであった。
2013年10月24日門別競馬第3競走をモルフェピースで制し、地方競馬通算100勝を達成。
2014年1月に高知競馬場で行われた第28回全日本新人王争覇戦に出場。2014年8月2日に南アフリカ・クレアウッド競馬場で行われたアジアヤングガンズチャレンジに出場し、12人中7位の成績であった。同月21日ホッカイドウ3歳三冠の最終戦・王冠賞を自厩舎のスタンドアウトで制し、重賞初制覇。
2019年にはカタールへ遠征する森秀行厩舎のユウチェンジの鞍上に抜擢される。ユウチェンジと挑んだ一戦こそ9着に敗れたが、翌日のエキストラ騎乗で見事に勝利を挙げ、日本人騎手としてのカタール競馬初勝利という歴史的な快挙を成し遂げた。
プライベートでは2017年に結婚。

## 主な騎乗馬
太文字はダートグレード競走を示す。
- スタンドアウト（2014年王冠賞）
- ルージュロワイヤル（2015年ヒダカソウカップ）
- ストレートアップ（2015年ブリーダーズゴールドジュニアカップ）
- モダンウーマン (2015年フルールカップ、ローレル賞、東京2歳優駿牝馬)
- ジャストフォファン (2016年王冠賞)
- アップトゥユー（2016年ローレル賞、2019年道営スプリント）
- スーパーステション (2017年王冠賞、ダービーグランプリ、2018・19年旭岳賞、コスモバルク記念、赤レンガ記念、星雲賞、2018・20年瑞穂賞、2018年道営記念)
- ストロングハート (2017年リリーカップ、エーデルワイス賞)
- ヤマノファイト (2017年イノセントカップ、サンライズカップ)
- イグナシオドーロ（2018年ブリーダーズゴールドジュニアカップ、北海道2歳優駿）
- ユウチェンジ
- バブルガムダンサー（2019年栄冠賞）
- ソロユニット（2020年リリーカップ、エーデルワイス賞、2021年ハヤテスプリント）
- ジャスパーシャイン（2020年道営スプリント）
- モーニングショー（2021年栄冠賞）
- ジャスパーシャイン（2021年ウポポイオータムスプリント）
- オーマイグッネス（2022年サンライズカップ）
- ドテライヤツ（2022年瑞穂賞）
- オスカーブレイン（2023年サッポロクラシックカップ）
- ブラックバトラー（2023年ブリーダーズゴールドジュニアカップ）
- イイデマイヒメ（2024年サッポロクラシックカップ）
- デステージョ（2025年エトワール賞）
- ゴッドバロック（2025年サッポロクラシックカップ）

出典: